# Yayık ayranı

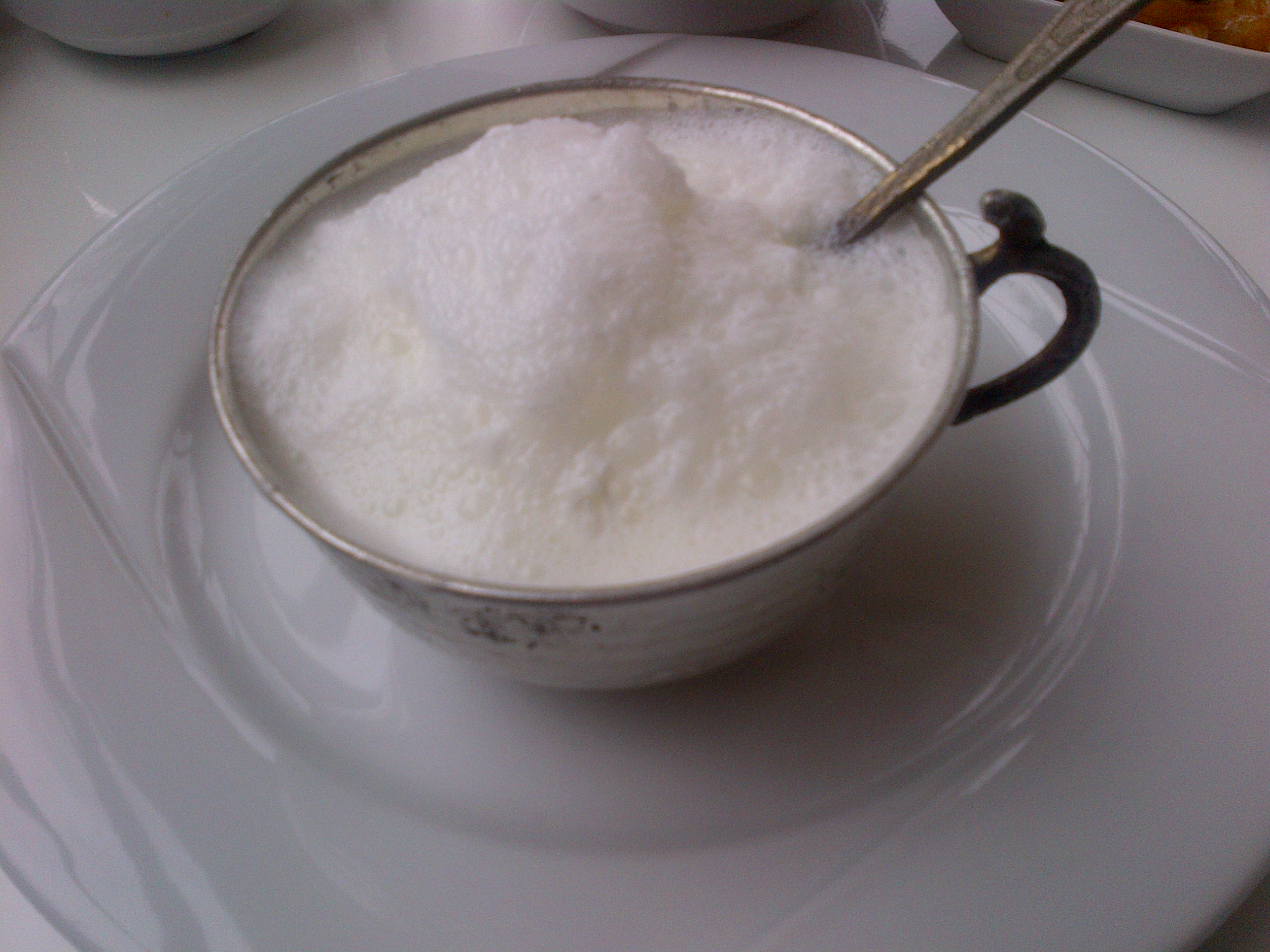
Yayık ayranı in una ciotola di metallo

Yayık ayranı, noto anche come latticello turco, è una bevanda tradizionale turca ricavata da scarti di lavorazione del burro, acqua e sale. Viene tradizionalmente preparato in una zangola o dentro a sacchi di pelle. Nonostante l'assonanza, differisce dall'ayran. Latte di capra, pecora o mucca possono tutti essere impiegati per la produzione di latticello turco. Anche alcuni formaggi a pasta acida come il çökelek si possono ricavare a partire da yayık ayranı riscaldato. 
Lo Yayık ayranı non è facilmente reperibile poiché non è prodotto su scala industriale, sebbene sia disponibile nei mercati locali.

## Produzione
Lo Yayık ayranı è fatto con yogurt burrificato e acidificato, cui vengono aggiunti acqua e sale.
Viene prodotto principalmente nelle comunità rurali per il consumo domestico durante la produzione del burro dallo yogurt. In generale, lo yogurt per la produzione di burro viene fermentato più a lungo del normale per favorire la produzione di sostanze acide. Lo yayık ayranı ha quindi un caratteristico sapore aspro. I batteri lattici contenuti in yogurt, burro fermentato e yayık ayranı includono Lactobaccillus delbrueckii subsp. bulgaricus, Streptococcus thermophilus e Lactococcus diacetylactis .

### Zangolatura e salatura
Le zangole turche tradizionali per la produzione di burro e latticello sono fatte di vari materiali come pelle di animale (pelle di capra essiccata e bollita o pelle di pecora), botti di legno, terracotta o metallo, anche se nei tempi moderni le zangole azionate elettricamente sono diventate molto diffuse. La forza meccanica necessaria per il processo di zangolatura può essere fornita anche sfruttando la forza animale di cavalli e muli. Questo metodo di produzione è osservato soprattutto tra le comunità pastorali nomadi durante le migrazioni stagionali di yaylak. Sono state raccolte testimonianze secondo cui le comunità locali in Turchia ricorrevano anche alle lavatrici.
Prima della zangolatura, lo yogurt viene diluito del 50% con acqua fredda e il burro parzialmente rappreso accumulato sopra viene estratto dopo la zangolatura. Inoltre, la quantità di acqua utilizzata per la diluizione varia, con conseguente yayık ayranı che presentano viscosità diverse. A ciò segue il processo di salatura, che prevede lo 0,5-1,0% di aggiunta di sale.

## Consumo
Lo Yayık ayranı è una bevanda tradizionale molto popolare in Turchia, e viene spesso consumata anche come semplice rinfresco nei giorni più caldi.
Tuttavia, proprio per questa sua peculiarità dissetante, viene sfruttato anche al fine di bilanciare i sapori decisi e piccanti dei piatti a base di carne e verdure: il sapore aspro dello Yayık ayranı si concilia bene con quelli della cucina turca, che spesso comprendono spezie forti e salse elaborate.
Per questi motivi è un gradito accompagnamento per piatti come kebab, shish kebab, döner kebab, lahmacun (una sorta di pizza turca con carne macinata), pide (una sorta di focaccia turca) e sarma (foglie di vite ripiene di carne e riso).
Oltre all'impiego nei piatti di carne, viene spesso servito con verdure come melanzane grigliate, peperoni arrostiti, patate al forno, zucchine e cipolle.